# ساری‌لار
ساری‌لار یکی از روستاهای استان آذربایجان شرقی است که در دهستان قشلاق بخش فندقلو شهرستان اهر واقع شده‌است.این روستا ۲۴ نفر جمعیت دارد.